# Grupo Nymphas
Grupo Nymphas é um grupo musical brasileiro da cidade de Curitiba, Paraná.

## Trajetória

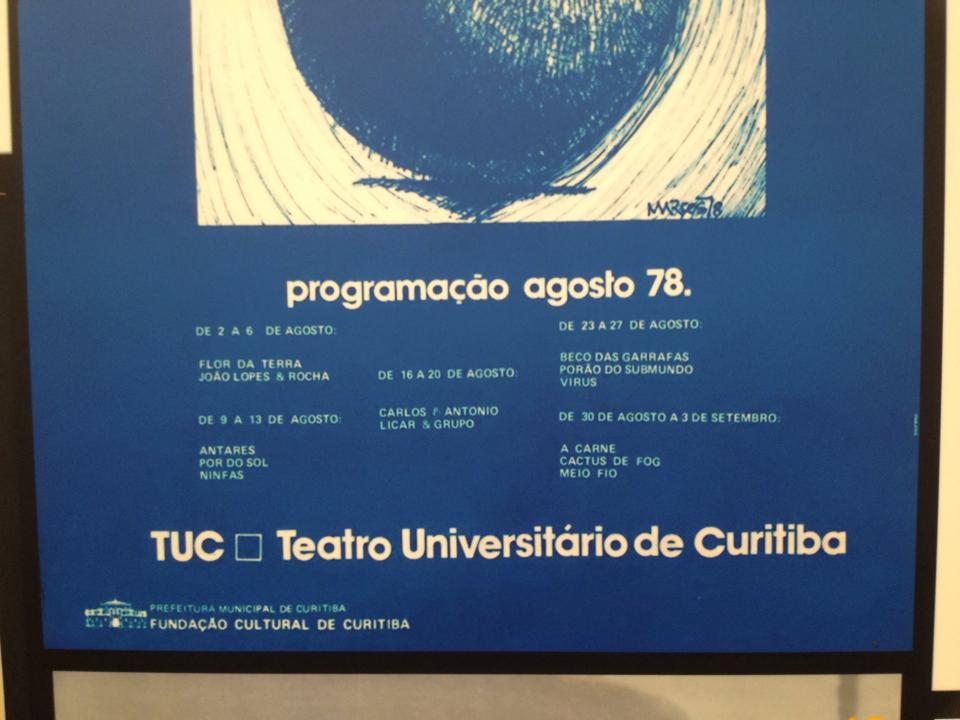
Pôster promocional do festival "Nossa Gente Nova" anunciando um show das Nymphas em agosto de 1978.

O grupo vocal, que nasceu em 1978, composto por jovens curitibanas, faz parte da história cultural do Paraná e já foi tombado como patrimônio cultural. Além de fazer shows na capital, litoral e interior do Paraná, também se apresentaram em São Paulo, Rio de Janeiro, Santa Catarina e Rio Grande do Sul. Foram o primeiro grupo paranaense indicado ao prêmio Playboy de MPB, no ano de 1984. Muitas vezes, apareceram em programas de televisão e rádio, com destaque para os programas Meu Paraná na Rede Globo e Terra Canção na E-Paraná.

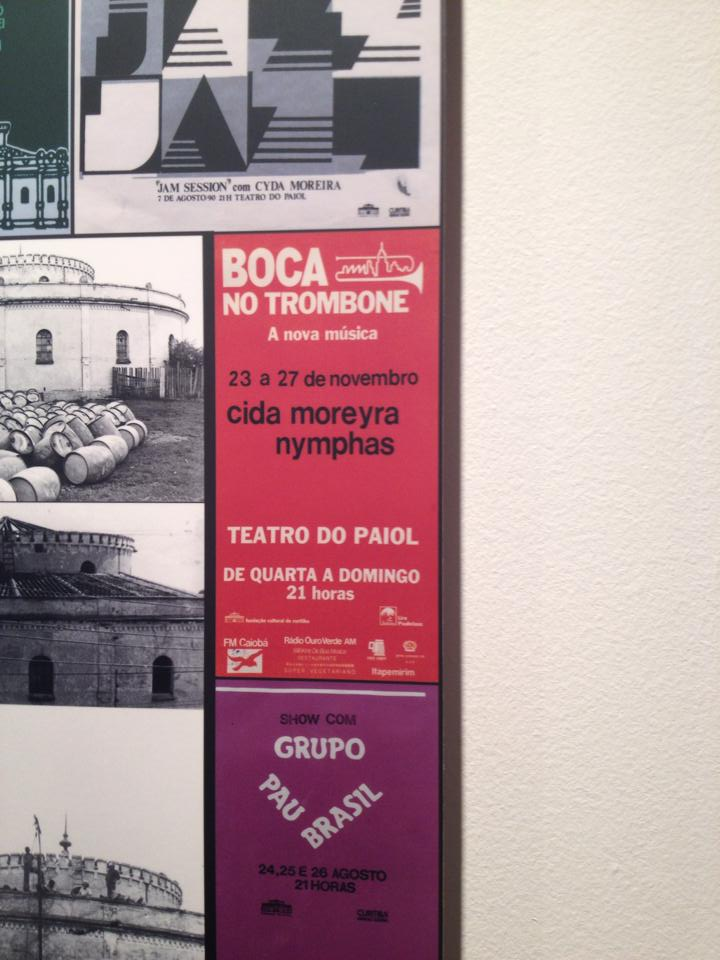
Pôster promocional do festival "Boca no Trombone", anunciando shows das Nymphas e de Cida Moreyra em 1983.

Durante sua história, lançaram 5 álbuns e 1 EP. Em 2005, reuniram-se novamente para a gravação de mais um álbum, que foi lançado junto a o livro Cantologia, que conta a história do Grupo Nymphas, em comemoração aos 30 anos de conjunto. O grupo só fez 30 anos em 2008, mas o álbum comemorativo, Consonância, teve seu show de lançamento em 2 de Junho de 2006. Em 2012 fizeram um show beneficente para arrecadação de fundos para a construção do novo Lar Escola Dr. Leocádio José Correia. Em 2014, fizeram uma apresentação na abertura da exposição "FUNDAÇÃO CULTURAL EM CARTAZ - Mais de 40 anos de história", organizada pela Fundação Cultural de Curitiba, em que foram expostos durante a Copa do Mundo de 2014 pôsteres de eventos artísticos preservados pela Fundação. Em 2016, o grupo lançou o álbum Brejeiro, que marcou a entrada de novas integrantes no grupo: Gabriella Fontoura, Juliana Fontoura, Helena Bel e Mariana Fontoura . Em 2018, o grupo comemorou os 40 anos de existência com apresentações no Teatro Paiol e com o lançamento do álbum Celebrar, que foi o primeiro álbum do grupo a ser produzido com recursos obtidos por financiamento coletivo.

## Discografia

### Álbuns
- 1982 - Nymphas
- 1984 - Tons e Batons
- 1993 - Nosso Jardim
- 1995 - Lua Brasileira
- 2006 - Consonância
- 2016 - Brejeiro
- 2018 - Celebrar

### EPs
- 1980 - Chorinho e Desconsolo